# Malcolm Kirk
Malcolm Kirk, detto Mal (Featherstone, 18 dicembre 1935 – Great Yarmouth, 24 agosto 1987), è stato un wrestler britannico.
Sul ring era conosciuto come King Kong Kirk.

## Biografia
Prima di diventare un wrestler professionista, Kirk era un minatore e un giocatore professionista di rugby.
Combattendo quasi sempre come "heel", Kirk salì alla ribalta negli anni settanta ed ottanta a causa della popolarità del wrestling televisivo nel Regno Unito. Nel 1979 inoltre prese parte al film Io sto con gli ippopotami con Bud Spencer e Terence Hill.

## Morte
Il 24 agosto 1987, Kirk morì dopo aver combattuto in un match tag team che lo vedeva insieme a King Kendo scontrarsi con Big Daddy & Greg Valentine all'Hippodrome di Great Yarmouth. Il match si svolse come parte di una storyline dove Kirk aveva in corso una rivalità con Big Daddy. La mattina dell'incontro, uscendo di casa Kirk aveva detto alla moglie: «Non voglio andare, odio questo lavoro». L'incontro durò una quindicina di minuti circa, e terminò quando Big Daddy eseguì la sua mossa finale "Big Daddy Splashdown" su Kirk schienandolo. Dopo aver effettuato lo schienamento, Big Daddy si accorse che Kirk era rimasto al tappeto ed aveva un colorito violaceo e chiamò subito i soccorsi. Kirk venne trasportato d'urgenza all'ospedale ma vi arrivò già morto.
L'inchiesta sulla morte di Kirk ha scoperto che aveva una grave patologia cardiaca. Dopo i funerali, la salma di Kirk venne cremata.
Venne introdotto nella british wrestler reunion hall of fame.